# Ehrgeiz
Ehrgeiz (エアガイツ Eagaitsu?, del Alemán ˈeɐɡaits, "Ambición"), cuyo título completo es Ehrgeiz: God Bless The Ring, es un juego de lucha 3D desarrollado por DreamFactory y distribuido por Namco en 1998 para salones recreativos. Luego fue realizada una conversión para la consola PlayStation, que fue distribuida por Square Co. en 1998. Posteriormente fue publicado en 2008 en la PlayStation Network por Square Enix.
Quizás la característica más notable del juego es la inclusión de los personajes de Final Fantasy VII: Cloud Strife, Tifa Lockhart, y el subjefe final del juego, Django (parecido a Red XIII) son seleccionables en las versiones arcade y de PlayStation; además, Sephiroth, Yuffie Kisaragi, Vincent Valentine y Zack Fair fueron incluidos en la lista de la versión de PlayStation.

## Personajes

### Personajes Originales
- Ken "Godhand" Mishima : Exmercenario de Red Scorpion, Godhand decide abandonar la organización y llevarse consigo el conocimiento de la ubicación de las ruinas antiguas. Abandonar la organización requería como requisito cortarse la mano derecha.Por doloroso que fuese, Ken asumió el requisito y traicionó a Red scorpion vendiendo la información a un rico y poderos grupo empresarial. juntos formaron una compañía de excavaciones para controlar las antiguas ruinas en el medio oriente. Como parte de su contrato , se le dio una nueva prótesis en su brazo derecho. Se ha dicho que la piedra Ehrgeiz era la llave de las puertas de las ruinas. Ahora cree que debe de convertirse en el campeón del torneo y el portador de la espada. Tiene un fuerte parecido con los personajes Kazuya Mishima y Jin Kazama de la serie Tekken de Namco. Vincent Valentine (FFVII) utiliza sus mismas técnicas de combate.

- Han Daehan - Un maestro de Tae Kwon Do y una joven estrella de cine que no necesita dobles de acción , Han es un muchacho muy popular entre el público. Lo que el público no sabe es que su pierna derecha es en realidad artificial. Durante una película rodada hace un año en el Oriente Medio, una misteriosa nube de humo negro envolvió la pierna de Han. Curiosamente, a pesar de su pierna ha desaparecido, sigue manteniendo la sensación de su existencia. Mientras sigue buscando una explicación para este fenómeno en particular, se tropieza con la información que incidentes similares han ocurrido cada varias décadas en el área donde se encuentran las ruinas antiguas. Han es otro que se ve atraído a los misteriosos alrededores de las antiguas ruinas. Tiene un fuerte parecido con Hwoarang,  personaje de la serie Tekken de Namco.

- Prince Doza - Su lema es: "Voy a destruir a cualquiera que se interponga en mi camino!" Cada día, Doza busca un adversario más poderoso. Sin embargo, en el mundo de kickboxing, ya es sin igual. Capaz de derrotar a sus oponentes con sus puños desnudos, Doza está aburrido y necesita un desafío. En medio de su inquietud, recibe la noticia del torneo Ehrgeiz, donde las armas, poderes psíquicos, y proyectiles son permitidos. Emocionado, está decidido a poner a prueba sus habilidades. A pesar de que no tiene ningún interés en el secreto que Ehrgeiz mantiene, su espíritu de lucha es impulsado por la aparición de los opositores que son más poderosas que jamás imagino. Para no ser superado por las armas de distancia, Doza entra en la refriega con un arma que dispara bolas de fuego de sus guantes, parecido al famoso Hadoken de Street Fighter. En la versión japonesa, su nombre es Naseem. Tiene un fuerte parecido con Bruce Irvin, personaje de la serie Tekken de Namco y con Adon, de Street Fighter.

- "Yoyo" Yoko Kishibojin  : El padre de Yoko es un explorador que enseña arqueología, y su madre es un experta en Kishiboujin ryu Jyujutsu. A los 10 años, sus padres se divorciaron, siendo criada únicamente por su madre. Aunque todavía esta en la escuela secundaria, Su talento en Jyujutsu ha sido reconocido por la policía, que le permite participar en su equipo de investigación de combates cuerpo a cuerpo. un día, recibió una carta de su padre, confiándola para llevar a cabo las tareas necesarias para adquirir Ehrgeiz. Además de esto, la policía le ha ordenado participar en el torneo para investigar actividades sospechosas en torno a Ehrgeiz.

- Lee Shuwen : Conocido como el maestro de Kempo letal, Lee tiene el poder y la técnica suficientes para matar a un hombre con un solo golpe. Se ha dicho que Lee, fundador de la Hakkyoku Ken, fue asesinado hace un tiempo por envenenamiento. Sin embargo, a través del poder de un legendario elixir encontrado en la tumba del primer emperador, Lee ha sido milagrosamente devuelto a la vida.  Este elixir no sólo lo ha traído de vuelta a la vida, sino que también lo está haciendo más joven a medida que avanza el tiempo. A este ritmo, se hará más joven y, finalmente, volver a la nada. En un intento por evitar tal destino, se embarca en una misión para adquirir la verdadera clave de la inmortalidad. Así, comienza su viaje para descubrir el misterio detrás de las ruinas legendarias. Tiene un fuerte parecido con Lei Wulong de Tekken.

- Sasuke: Aunque es evidente por su apariencia que es un ninja, su identidad sigue siendo desconocida. En la actualidad, trabaja como agente de Red Scorpion, pero debido a que tiene un caso leve de amnesia, no puedo recordar su verdadero nombre. Sin embargo, durante una misión en la que iba a asesinar al aventurero, Koji Masuda, se da cuenta de una misteriosa piedra incrustada dentro de una espada rota en manos de Masuda. Creyendo que esta piedra preciosa le permitirá recuperar sus recuerdos perdidos hace mucho tiempo, Sasuke tiene como objetivo adquirir el arma legendaria, Ehrgeiz. Yuffie Kisaragi (FFVII) utiliza las técnicas de Sasuke.

- Dasher Inoba :  Inoba es un luchador destacado y discípulo de Karl Schneider, fundador del Torneo Ehrgeiz. Él es también un miembro del comité de supervisión de Ehrgeiz. Con la reciente muerte de su maestro, Inoba descubre una nota dejada por el fallecido Schneider lo que sugiere que había estado investigando la conexión entre la piedra incrustada en el Ehrgeiz y las ruinas antiguas. Desde que pone los ojos sobre la piedra mística, Inoba ha estado fascinado por su presencia. Compuesto por su deseo de obtener la piedra y para descubrir el misterio detrás de la investigación de su maestro, está decidido a poner sus manos sobre el arma legendaria. Como lo demuestra el nombre del personaje, el aspecto, el estilo de lucha, gruñidos vocales y su estatus como miembro de comité, Inoba está fuertemente inspirado en luchador profesional japonés de la vida real, Antonio Inoki.

- "Wolf Girl" Jo - Siendo una bebé, Jo sobrevivió a un accidente de avión en el Amazonas, sufriendo de heridas leves en la cabeza. Criado por lobos, ganó una fuerza física que excede y supera las capacidades humanas normales hasta tres veces. Tras la muerte de su "loba" madre, Jo llegó a ser conocida como el "Niña lobo come hombres", y finalmente es capturada y encarcelada. Allí expuso una hostilidad incontrolable hacia los que la vigilaban. Habiendo oído hablar de esta chica a través de diversos rumores, Red Scorpion la recoge y l bautiza con el nombre Jo. Se le da órdenes directas de Red Scorpion para buscar la Ehrgeiz sin saber o entender por qué. Ella tiene un estilo de lucha esposado similar a la de Cody Travers.

- Koji Masuda : Es el padre de Yoko Kishibojin (Yoyo Yoko), y tres veces campeón del torneo Ehrgeiz. Es un arqueólogo que persigue descubrir la verdad detrás de los misterios de las ruinas antiguas.

- Clair Andrews: Una niña prodigio que entró en la universidad a la edad de 16 años, Claire es una de las estudiantes de arqueología Koji Masuda. A pesar de que es relativamente independiente, ella todavía es considerada ingenua. Cuando Koji comienza su viaje, Clair impulsivamente se une a él como su asistente. Su estilo de pelea es el Jeet Kune Do, y por lo tanto, sus técnicas se asemejan mucho a las de Marshall Law de Tekken, y una de sus técnicas especiales se asemeja mucho a la Patada Llameante del Dragón (Dragon Flame Kick) de Fei Long, personaje de Street Fighter.

- Django / Red Scorpion : Es un lobo que hace la función del subjefe final. Puede ser desbloqueado como personaje seleccionable cumpliendo ciertos requisitos en el juego. Su primer “disfraz” es un pelaje gris, sin embargo su traje alternativo (pelaje rojo) tiene muchas semejanzas con Red XIII. Los nombres de sus técnicas hacen referencia a Red XIII, a su padre Seto e invocaciones de Final Fantasy. Red Scorpion es la segunda forma de Django, y es el jefe final del juego.

### Personajes de Final Fantasy VII
- Cloud Strife (disponible desde el inicio en versión PlayStation)
- Tifa Lockhart (disponible desde el inicio en versión PlayStation)
- Django (parecido a Red XIII) (Desbloqueable)
- Sephiroth (disponible desde el inicio, SOLO en versión PlayStation)
- Vincent Valentine (Oculto; debe ser desbloqueado (SOLO en versión PlayStation)
- Yuffie Kisaragi (Oculto; debe ser desbloqueado (SOLO en versión PlayStation)
- Zack Fair (Oculto; debe ser desbloqueado (SOLO en versión PlayStation)

En la versión Arcade, Cloud, Tifa, y Django son revelados después de un periodo de 30, 60, y 90 días (respectivamente) después de la instalación inicial y arranque del juego.

## Desarrollo
Ehrgeiz Fue desarrollado por  DreamFactory,  que previamente había desarrollado la serie Tobal de juegos de lucha para Square. El juego fue diseñado y dirigido por Seiichi Ishii, célebre por sus trabajos en las series  Virtua Fighter y Tekken. Los personajes del juego, tanto sus originales como los de Final Fantasy VII, fueron diseñados por Tetsuya Nomura.
Ehrgeiz fue lanzado para la plataforma Arcade en 1998 como una empresa conjunta entre Square y Namco. Después del lanzamiento de la versión de PlayStation en Estados Unidos, Square Electronic Arts patrocino el "Ehrgeiz Championship Tour," una serie de concursos en los que los jugadores luchaban entre sí en el juego. Los concursos se realizaron en todas las tiendas Electronics Boutique y en Babbages por todo EE.UU.,  10 de julio de 1999 en New York.
En el  2000, Ehrgeiz fue relanzado como parte de la compilación Square Millennium Collection en Japón. esta incluía un reloj digital y figuras de los personajes.

### Música
La Banda Sonora Original de Ehrgeiz (EHRGEIZ Original Soundtrack) contiene las 61 pistas del juego. Fue compuesta por Takayuki Nakamura, que previamente había orquestado a Tobal 2. Fue lanzada el 21 de noviembre de 1998 por DigiCube.
| Lista de EHRGEIZ Original Soundtrack | Lista de EHRGEIZ Original Soundtrack |
| --- | --- |
| Disc One (Original) (66:38) 1. "The Title" – 0:14 2. "The Tale of 'EHRGEIZ'." – 0:46 3. "VICTORY" – 1:13 4. "ESCAPE" – 1:45 5. "Run Away in the Airship!" – 3:08 6. "Hong Kong Reggae" – 1:36 7. "CONTINENTAL TRAIN" – 1:19 8. "The End of the Journey" – 1:31 9. "Door of Truth" – 1:39 10. "Fate" – 1:42 11. "Those Who Fight (from Final Fantasy VII)" – 1:31 12. "Prelude (from Final Fantasy VII)" – 1:45 13. "A Song for the Man of the Future" – 1:35 14. "The Legend." – 1:10 15. "DER EHRGEIZ." – 1:27 16. "A self-service SELECTOR." – 0:43 17. "Elevator" – 1:28 18. "Fresh Fish" – 2:02 19. "Continue" – 0:38 20. "Stage Clear" – 0:09 21. "Map Song 1" – 0:17 22. "Map Song 2" – 0:25 23. "Map Song 3" – 0:17 24. "Map Song 4" – 0:17 25. "Opening (Short Version)" – 1:34 26. "Brand New Quest" – 2:48 27. "Ruined Town" – 2:39 28. "Dungeon 1" – 1:38 29. "Dungeon 2" – 2:35 30. "Dungeon 3" – 1:47 31. "Dungeon 4" – 2:32 32. "Dungeon 5" – 1:30 33. "Dungeon 6" – 4:15 34. "Dungeon 7" – 2:36 35. "Battle in a Trap" – 1:26 36. "Boss" – 1:21 37. "Master Boss" – 1:33 38. "Phoenix" – 3:01 39. "Store 1" – 1:32 40. "Store 2" – 1:44 41. "Hotel" – 2:12 42. "Magic Store" – 1:31 | Disc Two (Arranged) (64:34) 1. "The Tale of 'EHRGEIZ'." – 1:28 2. "VICTORY" – 3:31 3. "ESCAPE" – 4:26 4. "Run Away in the Airship!" – 3:54 5. "Hong Kong Reggae" – 3:34 6. "CONTINENTAL TRAIN" – 3:25 7. "The End of the Journey" – 3:38 8. "Door of Truth" – 4:34 9. "Fate" – 4:06 10. "Those Who Fight (from Final Fantasy VII)" – 4:24 11. "Prelude (from Final Fantasy VII)" – 3:23 12. "A Song for the Man of the Future" – 3:51 13. "The Legend." – 2:05 14. "DER EHRGEIZ." – 2:38 15. "A self-service SELECTOR." – 1:17 16. "Elevator" – 3:47 17. "Fresh Fish" – 3:47 18. "11th" – 3:53 19. "DER EHRGEIZ (Long Version)" – 2:56 |

## Recepción
Ehrgeiz vendió 340.937 copias en Japón en lo que iba de diciembre de 2004. Recibió una puntuación de un 32/40 por parte de la revista Famitsu. En noviembre del 2000, La revista coloco el juego en el puesto #73 en su Top 100 de los mejores juegos de PlayStation de todos los tiempos.
Ehrgeiz actualmente tiene una puntuación total de un 75% en GameRankings basada en 21 publicaciones.

## Juegos Similares
- Power Stone
- Tobal No. 1